# Mordella
Mordella là một chi bọ cánh cứng trong họ Mordellidae phân bố ở Bắc Mỹ. 

## Các loài
Chi này gồm các loài:
- Mordella albosuturalis (Liljeblad, 1922)
- Mordella angulata (LeConte, 1878)
- Mordella atrata (Melsheimer, 1845)
- Mordella brevistylis (Liljeblad, 1922)
- Mordella capillosa (Liljeblad, 1945)
- Mordella cinereoatra (Liljeblad, 1945)
- Mordella fuscocinerea (Fall, 1907)
- Mordella grandis (Liljeblad, 1922)
- Mordella hubbsi (Liljeblad, 1922)
- Mordella immaculata (Smith, 1883)
- Mordella insulata (LeConte, 1859)
- Mordella invisitata (Liljeblad, 1945)
- Mordella knulli (Liljeblad, 1922)
- Mordella latemaculata (Ray, 1944)
- Mordella lunulata (Helmuth, 1865)
- Mordella marginata (Melsheimer, 1845)
- Mordella novemnotata (Ray, 1944)
- Mordella obliqua (LeConte, 1878)
- Mordella pretiosa (Champion, 1891)
- Mordella quadripunctata (Say, 1824)
- Mordella schwarzi (Liljeblad, 1945)
- Mordella signata (Champion, 1891)

## Hình ảnh

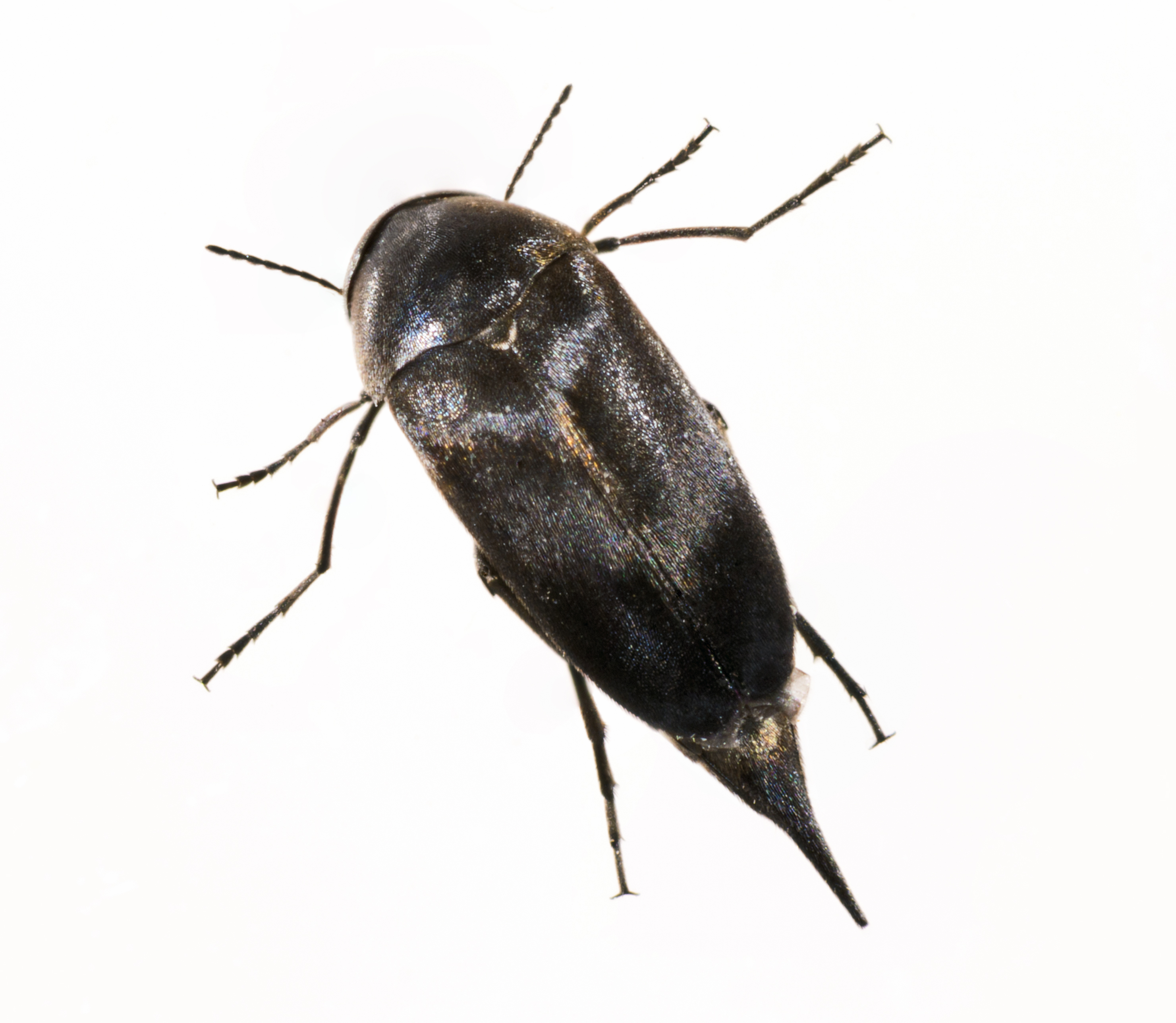
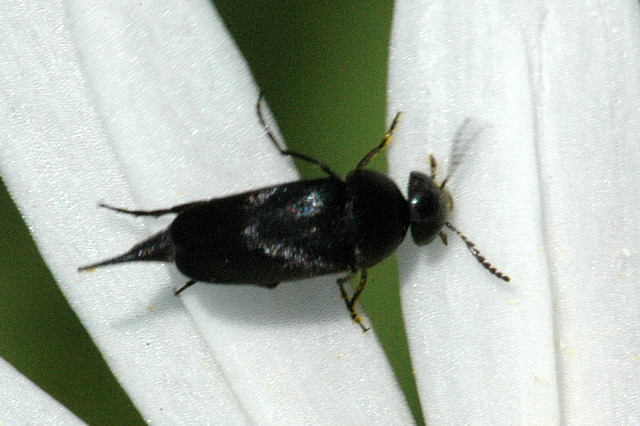
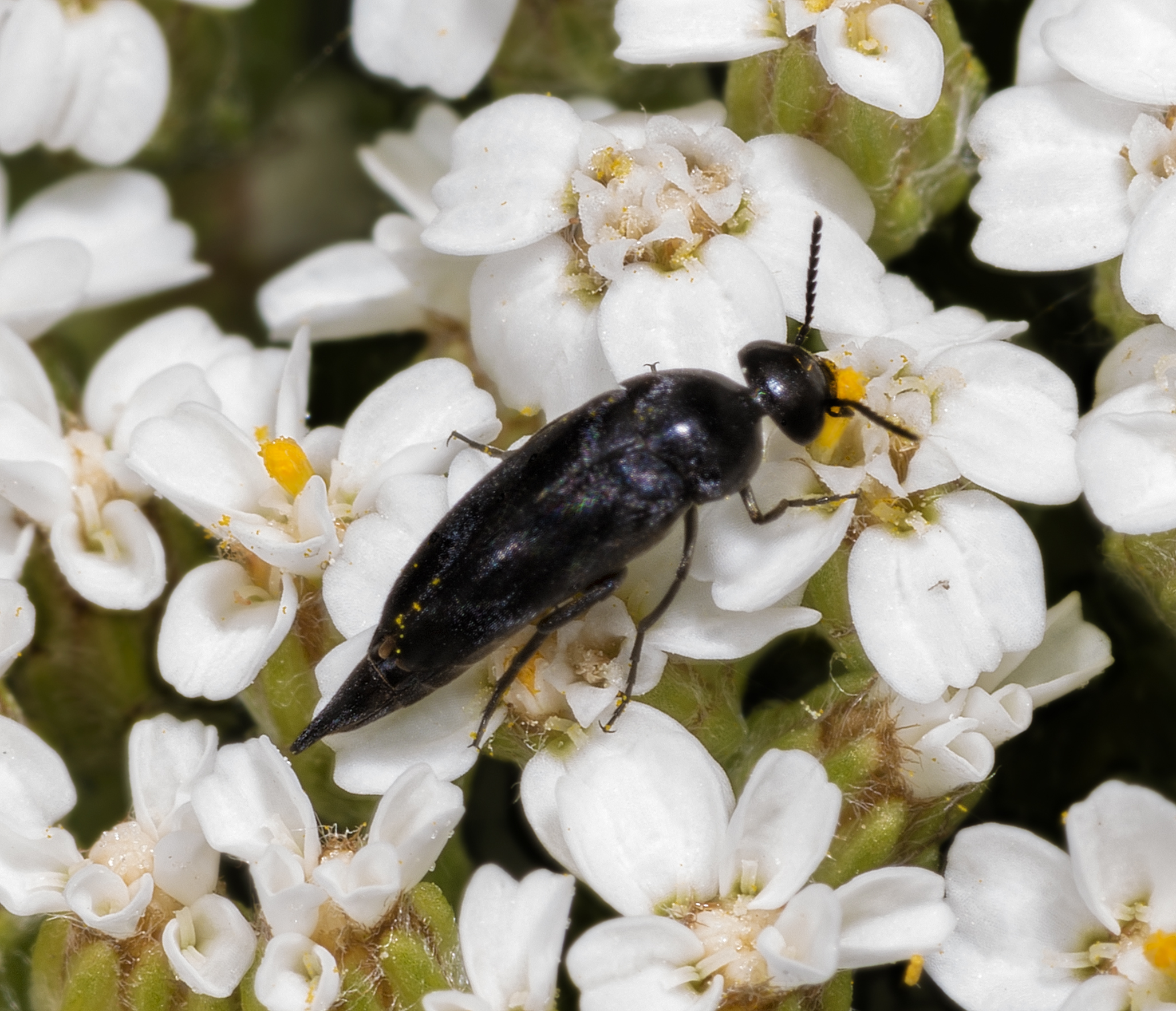